# خروج (فیلم ۲۰۰۶)
خروج (انگلیسی: Exit) یک فیلم درام اکشن و دلهره‌آور سوئدی است که در سال ۲۰۰۶ منتشر شد. از بازیگران آن می‌توان به مدس میکلسن، الکساندر اسکاشگورد، ساموئل فرولر، و بوریه آلشتت اشاره کرد.